# Rasbosoma
Rasbosoma is een geslacht van straalvinnige vissen uit de familie van eigenlijke karpers (Cyprinidae).

## Soort
- Rasbosoma spilocerca (Rainboth & Kottelat, 1987)